# Flora Philip
Flora Philip, verh. Stewart, (geboren 19. Mai 1865 in Tobermory; gestorben 14. August 1943 in Edinburgh) war eine schottische Mathematikerin. Sie zählte zu den ersten Frauen, die einen Abschluss von der University of Edinburgh erlangten.

## Leben
Philip kam als Tochter des Bauingenieurs William Philip und dessen Frau Isabella McDougall in Tobermory, dem Hauptort der zu den Inneren Hebriden gehörenden Isle of Mull zur Welt. Die Familie zog jedoch bald schon nach Tain im Verwaltungsbezirk Highland, wo Philip an der Tain Royal Academy die Schule besuchte.
1883 zog Philip nach Edinburgh. Zu dieser Zeit war es Frauen in Schottland nicht erlaubt, sich an Universitäten einzuschreiben. Bereits 1867 hatte jedoch eine Gruppe von Frauen um Mary Crudelius die Edinburgh Ladies’ Educational Association (ab 1879 Edinburgh Association for the University Education of Women, EAUEW) gegründet, welche mit der Unterstützung zahlreicher Professoren ein höheres Bildungsprogramm für Frauen anbot, das sich an den universitären Lehrplänen orientierte.
Im Rahmen der EAUEW besuchte Philip Kurse in Englischer Literatur, Moralphilosophie, Mathematik und Physiologie. Zudem war sie Teil eines Lernzirkels, der sich mit altgriechischen Studien befasste. Sie erhielt mehrere Auszeichnungen für ihre außergewöhnlichen Lernleistungen.
Ab 1888 war sie stellvertretende Leiterin an der St. George’s High School for Girls. Bereits zwei Jahre zuvor war sie als erste Frau überhaupt in die Edinburgh Mathematical Society aufgenommen worden.
Nach einer Gesetzesänderung von 1889, ließ die University of Edinburgh im Jahre 1892 erstmals auch weibliche Studierende zu. Philip nahm dieses Angebot wahr. Da ihre Leistungen, die sie im Rahmen der EAUEW erbracht hatte, in großem Umfang anerkannt wurden, konnte sie ihr Studium 1893 nach nur einem Jahr mit einem Masterabschluss beenden. Sie war somit eine der ersten acht Absolventinnen der Edinburgh University. Noch im selben Jahr heiratete sie den Rechtsanwalt George Stewart und zog sich fortan als Hausfrau ins Privatleben zurück. Ihre Stelle als Lehrerin gab sie auf und auch aus der Edinburgh Mathematical Society trat sie aus.
Die University of Edinburgh ehrte sie 1943 anlässlich des fünfzigjährigen Jubiläums ihrer Graduation. Sie zählt Philip sie zu ihren bedeutenden Alumni.